# أرنيسا
أستروبو (بالبلغاريَّة: Острово؛ باليونانيَّة: Άρνισσα - أرنيسا ) هي مدينة في بيلا في مقاطعة فوريا إلادا في اليونان.
يبلغ عدد سكانها حوالي 1508 نسمة.